# Roberto Pinheiro
Roberto Pinheiro da Silva (Parnamirim, 9 januari 1983) is een Braziliaans wielrenner die tot 2017 reed voor Funvic-Soul.

## Doping
Van 4 april 2018 tot en met 3 april 2022 was Pinheiro geschorst vanwege gebruik van verboden middelen. Sindsdien neemt hij enkel deel aan het Braziliaans kampioenschap op de weg, wat hij in 2017 en 2024 won.

## Overwinningen
2010
5e en 9e etappe Ronde van Uruguay
4e en 5e etappe Ronde van Gravataí
2011
4e etappe Ronde van Gravataí
Prova Ciclistica 9 de Julho
4e, 6e en 8e etappe Ronde van Brazilië
Puntenklassement Ronde van Brazilië
2012
5e etappe Ronde van Rio de Janeiro
2015
1e etappe Ronde van Rio Grande do Sul
Puntenklassement Ronde van Rio Grande do Sul
2017
 Braziliaans kampioen op de weg, elite
2018
2e etappe (deel A) Ronde van Uruguay
2024
 Braziliaans kampioen op de weg, elite

## Ploegen
- 2010 –  Funvic-Pindamonhangaba
- 2011 –  Funvic-Pindamonhangaba
- 2012 –  Funvic-Pindamonhangaba
- 2013 –  Funvic Brasilinvest-São José dos Campos
- 2014 –  Funvic Brasilinvest-São José dos Campos (vanaf 7-4)
- 2015 –  Funvic-São José dos Campos
- 2016 –  Funvic Soul Cycles-Carrefour
- 2017 –  Soul Brasil Pro Cycling Team

Aguilar · Arriagada · Cardoso · Fiorilli · Moser · Nardin · Nazaret · Nicácio · Pinheiro · Ramos · Rodrigues · Sidoti · Simón · Soeiro
Aguilar · Arruda · Arseno · Cardoso · Crespo · Fiorilli · Frade · Justo · Médici · Moi · Nascimento · Nazaret · Pinheiro · Santos · Sidoti · Silva
Aguilar · Arseno · Braga · Bulgarelli · Cardoso · Costa · dos Santos · Fiorilli · Junqueira · Moi · Nascimento · Nazaret · Nicácio · Panizo · Pinheiro · Santos · Sidoti · Silva
Braga · Bulgarelli · Cabrera · Cardoso · Chamorro · Costa · Diniz · Fiorilli · Garnero · Junqueira · Manarelli · Nazaret · Nicácio · Panizo · Pereira · Pinheiro · A.Santos · D.Santos · Sidoti
Almeida · Braga · Bulgarelli · Cardoso · Chamorro · Diniz · Fialho · Garnero  · Manarelli · Nazaret · Nicácio · L.Pereira · Pinheiro · Ramos · Ribeiro · Rincón · Sánchez · A.Santos · D.Santos · Tamayo
Affonso · Almeida · Braga · Bulgarelli · Cardoso · Chamorro · Díaz · Diniz · Garnero · Gaspar · Manarelli · Nazaret · Pereira · Pinheiro · Ramos · A.Santos · D.Santos
Affonso · Almeida · Bulgarelli · Cardoso · Chamorro · Diniz · Gaspar · Mahler · Manarelli · Nazaret · Nicácio · Piedra · Pinheiro · Quirino · Ramos · Urtasun · Machado (stagiair) · Mendonça (stagiair) · Rincón (stagiair)
Affonso · Almeida · Cardoso · Chaman · Chamorro · Godoy · Gohr · Machado · Morais · Nazaret · Nicácio · Pinheiro · Pires · Ranghetti · D. Silva · L. Silva · Simón